# Aitor Gelardo
Aitor Gelardo Vegara (Catral, Alicante, 26 de junio del 2002) es un futbolista español que juega como centrocampista en el Racing Club de Ferrol de la Segunda División de España.

## Trayectoria
Natural de Catral, Alicante, es un centrocampista formado en las categorías inferiores del Villarreal Club de Fútbol. En la temporadas 2018-19 y 2019-20, formaría parte de los juveniles del CD Roda y Villarreal Club de Fútbol.
En la temporada 2020-21, forma parte de la plantilla del Villarreal CF "C" de la Tercera División de España.
El 17 de junio de 2021, renueva su contrato con el Villarreal "B" hasta junio de 2024.
El 11 de junio de 2022, el Villarreal "B" lograría el ascenso a la Segunda División de España, tras vencer en la final de la eliminatoria por el ascenso al Club Gimnàstic de Tarragona por dos goles a cero en el Estadio de Balaídos. Durante la temporada 2021-22, participaría en 11 partidos de liga y también jugaría 7 partidos con el equipo juvenil en la UEFA Youth League.
El 1 de septiembre de 2022, firma por el Linares Deportivo de Primera División RFEF, cedido por el Villarreal CF "B". Al término de su cesión, vuelve al equipo para disputar la Segunda División.

## Selección nacional
El 16 de enero de 2019, debuta con la Selección de fútbol sub-17 de España en un encuentro amistoso frente a Rusia. En mayo de 2019, disputaría cuatro encuentros del Campeonato Europeo Sub-17 de la UEFA 2019 en la que España acabó en cuarto lugar.
En octubre de 2019, disputa tres partidos de la Copa Mundial de Fútbol Sub-17 de 2019 celebrada en Brasil.
El 1 de agosto de 2024, pasa a formar parte de la plantilla del Racing Club de Ferrol.

## Clubes
| Club                       | País   | Año       |
| -------------------------- | ------ | --------- |
| Villarreal CF "C"          | España | 2020-2021 |
| Villarreal CF "B"          | España | 2021-2022 |
| Linares Deportivo (cedido) | España | 2022-2023 |
| Villarreal "B"             | España | 2023-2024 |
| Racing Club de Ferrol      | España | 2024-2025 |